# Azelia plumitibia
Azelia plumitibia är en tvåvingeart som beskrevs av Feng, Fan och Zeng 1999. Azelia plumitibia ingår i släktet Azelia och familjen husflugor.
Artens utbredningsområde är Sichuan (Kina). Inga underarter finns listade i Catalogue of Life.